# Landkreis Stryj
Powiat Stryj (niem. Landkreis Stryj, Kreishauptmannschaft Stryj, pol. powiat stryjski) – jednostka podziału administracyjnego Generalnego Gubernatorstwa w latach 1941–1944, wchodząca w skład dystryktu galicyjskiego. Siedziba dystryktu znajdowała się w Stryju.
Tereny obwodu stanisławowskiego zostały zajęte przez wojska niemieckie w czerwcu 1941. Galicja Wschodnia weszła 1 sierpnia 1941 w skład Generalnego Gubernatorstwa pod nazwą Dystrykt Galicja na mocy dekretu Adolfa Hitlera z 1 sierpnia 1941. Niemieckie władze wojskowe sprawowały władzę do 5 sierpnia 1941, kiedy to utworzono Landkreis Stryj.
1 sierpnia 1943 do Landkreis Stanislau włączono część zniesionego Landkreis Kałusz (miasto Dołyna oraz gminy Krechowice, Perehińsko, Rożniatów, Spas, Trościaniec, Wełdzirz i Witwica).
Landkreis Stryj funkcjonował do sierpnia 1944, do zajęcia jego terenów przez Armię Czerwoną.